# Готфрид фон Калв
Готфрид фон Калв (на немски: Gottfried von Calw) е граф на Калв и от 1113 до 1126/1129 г. пфалцграф при Рейн.

## Биография
Роден е около 1065 година. Той е син на граф Адалберт II от Калв († 1099), и на Вилтруда от Лотарингия († 1093), дъщеря на херцог Готфрид III Брадатия.
През 1095 г. той става фогт на Хирсау и последва баща си в Калв, когато той през 1094/95 г. се оттегля в манастир. Готфрид е първо в свитата на император Хайнрих IV. От 1105 г., годината на конфликта за трона между Хайнрих IV и синът му Хайнрих V, той е един от най-важните съветници и помощници на Хайнрих V. Готфрид фон Калв участва в първия поход на Хайнрих V в Италия през 1111 г. и в преговорите.
След смъртта на пфалцграф Зигфрид I фон Баленщет на 9 март 1113 г. при нападение от императорските привърженици, Готфрид е доказан на 6 април 1113 г. като негов последник. Неговата номинация води следващата година до конфликти в Лотарингия и с архиепископа на Майнц Адалберт I фон Саарбрюкен и архиепископа на Трир Бруно.
Преди втория си поход в Италия през 1116 г. Хайнрих V прави Готфрид, заедно с Фридрих фон Хоенщауфен и Конрад III от Швабия, за един от неговите заместници в Германия, като Готфрид използва да се обърне против Адалберт. Смъртта на Хайнрих V през 1125 г. и изборът на Лотар III за нов крал отслабват мястото на Готфрид. Пфалцграфството не му е взето, но той става вторият пфалцграф с Вилхелм фон Баленщет, малолетният син на Зигфрид. Той е негов опекун от 1126 до 1129 г. и след това трябва да му предаде пфалцграфството.
Умира на 6 февруари 1131 година.

## Фамилия
Готфрид е женен от преди 1129 г. за Лиутгард фон Церинген (* ок. 1098, † 25 март 1131), дъщеря на херцог Бертхолд II († 1111) и на Агнес фон Райнфелден († 1111). С нея той има най-малко три деца:
- Готфрид († пр. 1131/32)
- Лиутгард; ∞ NN Ферли, рицар
- Ута фон Шауенбург (* 1115/1120, † 1197), основава 1191 манастир Алерхайлиген в Шварцвалд, ∞ пр. януари 1133 за Велф VI (1115 – 1191), маркграф на Тусция (Тоскана), херцог на Сполето, кръстоносец. Майка на Велф VII.